# 록스타 뉴잉글랜드
록스타 뉴잉글랜드(영어: Rockstar New England)는 록스타 게임스의 스튜디오 중 하나로, 매사추세츠주 앤도버에 있다.

## 개발한 게임

### Mad Doc Software
- 던전 시즈
- 불리 (비디오 게임)

### 록스타 뉴잉글랜드
- 그랜드 테프트 오토: 로스트 앤 댐드
- 그랜드 테프트 오토: 더 발라드 오브 게이 토니
- 레드 데드 리뎀션
- L.A. 누아르
- 맥스 페인 3
- 그랜드 테프트 오토 V
- 레드 데드 리뎀션 2